# Who killed Davey Moore
Who killed Davey Moore is een nummer dat geschreven is door Bob Dylan in 1963. Het is nooit op een regulier album verschenen, maar Dylan zong het nummer diverse malen gedurende zijn optredens in de jaren 1963 en 1964. Op The Bootleg Series Volumes 1–3 (Rare & Unreleased) 1961–1991 staat een versie die hij zong in Carnegie Hall op 26 oktober 1963, op The Bootleg Series Vol. 6: Bob Dylan Live 1964, Concert at Philharmonic Hall een versie van 31 oktober 1964.

## Achtergrond

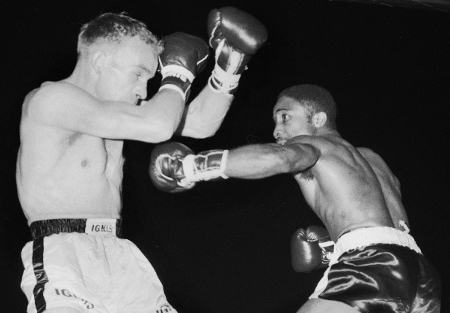
Davey Moore (rechts) in gevecht met Olli Mäki, 17 augustus 1962

Op 21 maart 1963 verloor de Amerikaan Davey Moore, wereldkampioen boksen in de gewichtsklasse vedergewicht, zijn titel aan Sugar Ramos, een Mexicaan van Cubaanse afkomst, na een beslissing van de scheidsrechter. Even tevoren was hij met zijn nek op een van de touwen terechtgekomen. In de kleedkamer raakte hij in coma, waaruit hij niet meer ontwaakte. Op 25 maart 1963 overleed hij.
De dood van Moore maakte veel discussie los. Pat Brown, de gouverneur van Californië, pleitte voor een verbod op de bokssport. Zelfs paus Johannes XXIII reageerde en noemde boksen ‘tegennatuurlijk’.

## Inhoud
In het liedje stelt Dylan voortdurend de vraag
Who killed Davey Moore, why an’ what’s the reason for?
aan achtereenvolgens de scheidsrechter, het publiek, Moores manager, de man die heeft gewed op de wedstrijd en de sportjournalist. Ze pleiten allemaal zichzelf vrij. De scheidsrechter had rekening te houden met het enthousiaste publiek. Het publiek ziet graag een goed gevecht. Zijn manager vindt dat Moore het had moeten zeggen als hij zich niet goed voelde. De gokker wil alleen geld verdienen en had zijn geld ook nog op Moore gezet. De journalist vindt dat er niets mis is met boksen; bij voetbal gebeurt ook weleens wat. Kortom: ‘You can’t blame me at all.’ Moores tegenstander komt als laatste aan het woord. Die zegt dat het zijn vak is om te slaan; daar wordt hij voor betaald. Het kan natuurlijk misgaan:
Don’t say ‘murder’, don’t say ‘kill’.
It was destiny, it was God’s will.
Ramos had tegen de pers inderdaad iets dergelijks gezegd:
It might have been me who was badly injured. Knowing that it could happen, I accept it, and perhaps so did Moore. Perhaps yesterday was his destiny and mine some other day.

## Coverversie
Pete Seeger bracht het lied in een iets gewijzigde versie op 8 juni 1963 in Carnegie Hall. Het nummer staat op de live-albums We shall overcome uit 1963 en We shall overcome – The complete Carnegie Hall concert uit 1989. Bovendien nam hij het op voor het studio-album Broadside Ballads Vol. 2 uit 1963.